# Stropnice
Stropnice este o arie protejată (arie specială de conservare — SAC, sit de importanță comunitară — SCI) din Republica Cehă întinsă pe o suprafață de 1.244,03 ha, integral pe uscat.

## Localizare
Centrul sitului Stropnice este situat la coordonatele 48°51′27″N 14°43′38″E / 48.8575°N 14.727222°E.

## Înființare
Situl Stropnice a fost declarat sit de importanță comunitară în aprilie 2005 pentru a proteja 2 specii de animale. Situl a fost protejat și ca arie specială de conservare în iunie 2018.

## Biodiversitate
Situată în ecoregiunea continentală, aria protejată nu include niciun habitat protejat.
La baza desemnării sitului se află mai multe specii protejate:
- mamifere (1): vidră de râu (Lutra lutra)
- nevertebrate (1): Phengaris teleius